# Кереч
Кереч — река в России, протекает в Белохолуницком районе Кировской области. Устье реки находится в 28 км по левому берегу реки Чёрная Холуница. Длина реки составляет 27 км, площадь водосборного бассейна 146 км². В 11 км от устья принимает слева реку Малый Кереч. До его впадения также именуется Большой Кереч.
Исток реки на Верхнекамской возвышенности в лесу в 7 км к северу от села Климковка (Кировская область) и в 27 км к северо-востоку от города Белая Холуница. Река течёт на северо-восток по ненаселённому, заболоченному лесному массиву. Впадает в Чёрную Холуницу выше посёлка Каменное (Троицкое сельское поселение). Ширина реки у устья — 12 метров.

## Данные водного реестра
По данным государственного водного реестра России относится к Камскому бассейновому округу, водохозяйственный участок реки — Вятка от истока до города Киров, без реки Чепца, речной подбассейн реки — Вятка. Речной бассейн реки — Кама.
Код объекта в государственном водном реестре — 10010300212111100030535.